# Донецька залізниця
Доне́цька залізни́ця — регіональна філія у складі акціонерного товариства «Українська залізниця» із штаб-квартирою у Лимані, правонаступник реорганізованого 1 грудня 2015 року Державного підприємства «Донецька залізниця» Державної адміністрації залізничного транспорту України, що забезпечує функціонування системи централізованого управління залізничними перевезеннями у регіоні.
Обслуговує східну частину України, найважливіший для країни промисловий центр Донбас, а саме Донецьку і Луганську, частково Запорізьку, Харківську і Дніпропетровську області, об'єднуючи таким чином в єдиний транспортний конвеєр Донбас та Придніпров'я України з Поволжжям, західно-центральними районами Росії та Кавказом, має 7 стикових пунктів з іншими філіями. До її складу входить 105 станцій і 112 роздільних пунктів, 6 колійних постів та роз'їздів. Розгорнута довжина залізничних колій по Донецькій області складає 2396,8 км, експлуатаційна довжина — 1616,7 км, у тому числі експлуатаційна довжина електрифікованих колій — 684,1 км. На базі структурного підрозділу «Служба перевезень» створений Єдиний центр управління перевезеннями з п'ятьма диспетчерськими дільницями: Сватівською, Краснолиманською, Лозовською, Маріупольською та Красноармійською.

## Загальний опис

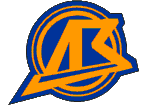
Емблема Донецької залізниці

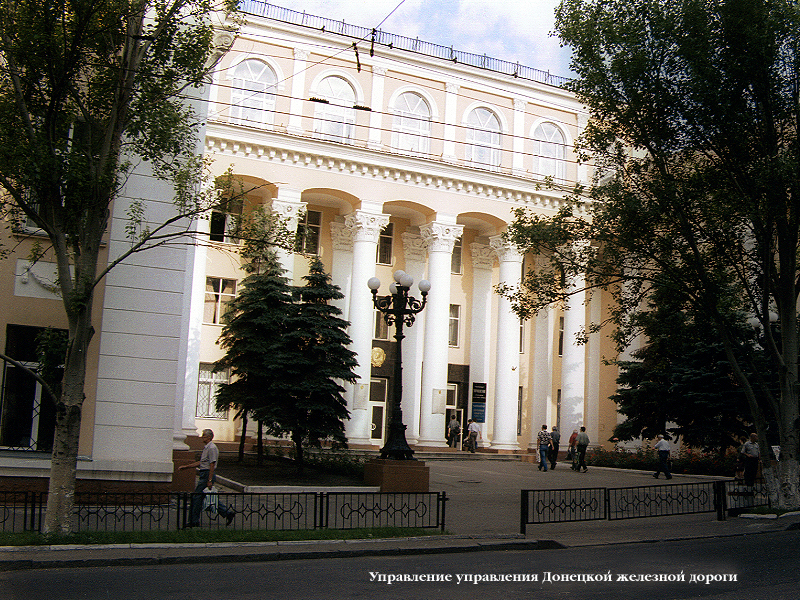
Будівля управління Донецької залізниці у Донецьку

Схема напрямків Донецької залізниці

Станція Донецьк, травень 2012 р.

Схема руху приміських поїздів, 2020 р.

На півдні Донецька залізниця має вихід до Азовського моря через Маріупольський морський торговельний порт, а також вихід до найбільшого промислового центру України — Маріуполя.
Донецька залізниця — основний вид транспорту, що обслуговує пасажирів і велику кількість різних промислових об'єктів: вугільні шахти, металургійні, коксохімічні й трубні заводи, машинобудівні та верстатобудівні заводи, підприємства хімічної, легкої, харчової та інших галузей промисловості.
Довжина Донецької залізниці становить 13 % загальної довжини залізничної мережі України. У той же час на її частину припадає 47 % навантаження і 36 % розвантаження від усіх залізниць України. Магістраль має 45,5 % електрифікованих ліній, 48,2 % експлуатаційної довжини колій обладнано автоблокуванням, 91,3 % станцій обладнані пристроями електричної централізації, на всьому полігоні залізниці діє похідний радіозв'язок. Залізниця простягається на площі 57 000 км².
Код приписки залізниці в системі АСУЗТ — 48.
Середньодобове навантаження територіально по Донецькій області – 1537 вагонів - 95,8 тис. тон;
Середньодобове вивантаження територіально по Донецькій області – 1824 вагони.
Пасажирообіг складає близько 600,0 млн пас-км. на рік;
Перевозиться пасажирів до 10,0 млн чол. на рік;
Вантажообіг складає до 15000,0 млн т км на рік.
Експлуатаційна довжина залізниці до початку збройного конфлікту на сході України (до окупації Донбасу) складала 2927,6 км, кількість станцій кладала 229.

## Межі залізниці
Донецька залізниця межує з 4 залізницями:
| Залізниця                | Стиковий пункт                                           |
| ------------------------ | -------------------------------------------------------- |
| Придніпровськ Україна    | Ст. Покровськ, Донецька залізниця (гілка на Павлоград I) |
| Придніпровськ Україна    | Ст. Чаплине, Придніпровська залізниця                    |
| Придніпровськ Україна    | Ст. Комиш-Зоря, Придніпровська залізниця                 |
| Південна Україна         | Ст. Сватове, Південна залізниця                          |
| Південна Україна         | Ст. Букине, Південна залізниця                           |
| Південна Україна         | Ст. Лозова, Південна залізниця                           |
| Південна Україна         | Ст. Тропа, Південна залізниця                            |
| Південно-Східна Росія    | Рзд Вистріл, Південно-Східна залізниця                   |
| Північно-Кавказька Росія | Раз. 122 км, Північно-Кавказька залізниця                |
| Північно-Кавказька Росія | Ст. Красна Могила, Донецька залізниця                    |
| Північно-Кавказька Росія | Ст. Успенська, Північно-Кавказька залізниця              |

## Структура
До складу державного підприємства «Донецька залізниця» станом на кінець 2012 року входили: 4 дирекції залізничних перевезень, 10 галузевих служб, до складу яких входять 229 залізничних станцій, 10 локомотивних, 4 моторвагонних та 17 вагонних депо, 22 дистанції колії, 13 дистанцій сигналізації і зв'язку, 9 дистанцій електропостачання, 9 будівельно-монтажних експлуатаційних управлінь,7 колійних машинних станцій, центр механізації колійних робіт.
Всього до складу Державного підприємства «Донецька залізниця» станом на кінець 2012 року входило 158 відокремлених структурних підрозділів (ВСП).
Адміністрація державного підприємства «Донецька залізниця» станом на кінець 2012 року розташовувалася в Донецьку по вулиці Артема, 68.
На базі управління ДП «Донецька залізниця» до 2015 року за тією ж адресою знаходились такі служби, відокремлені структурні підрозділи:
- Служба локомотивного господарства
- Служба приміських пасажирських перевезень
- Госпрозрахункова служба перевезень
- Пасажирська служба
- Служба електропостачання державного
- Структурний підрозділ «Енергозбут»
- Служба вагонного господарства
- Служба будівельно-монтажних робіт і цивільних споруд
- Служба воєнізованої охорони
- Служба колії
- Служба сигналізації і зв'язку
- Служба матеріально-технічного постачання
- Служба капітальних вкладень
- Господарська служба.

### Дирекції залізничних перевезень
До складу магістралі входять три дирекції залізничних перевезень, що є відокремленими структурними підрозділами:
- Донецька (ДН-1) (місцезнаходження управління — Лиман)
- Лиманська (ДН-2) (Лиман)
- Луганська (ДН-3) (Лиман)

Донецька та Луганська дирекції розташовані на тимчасово окупованій території України.
До 2014 року існували Ясинуватська (ДН-1) та Дебальцевська (ДН-5) дирекції. До 2000-х років також існували Іловайська (ДН-6) та Попаснянська (ДН-3) дирекції, до 1986 року існувало Ждановське відділення.

### Вокзали та станції

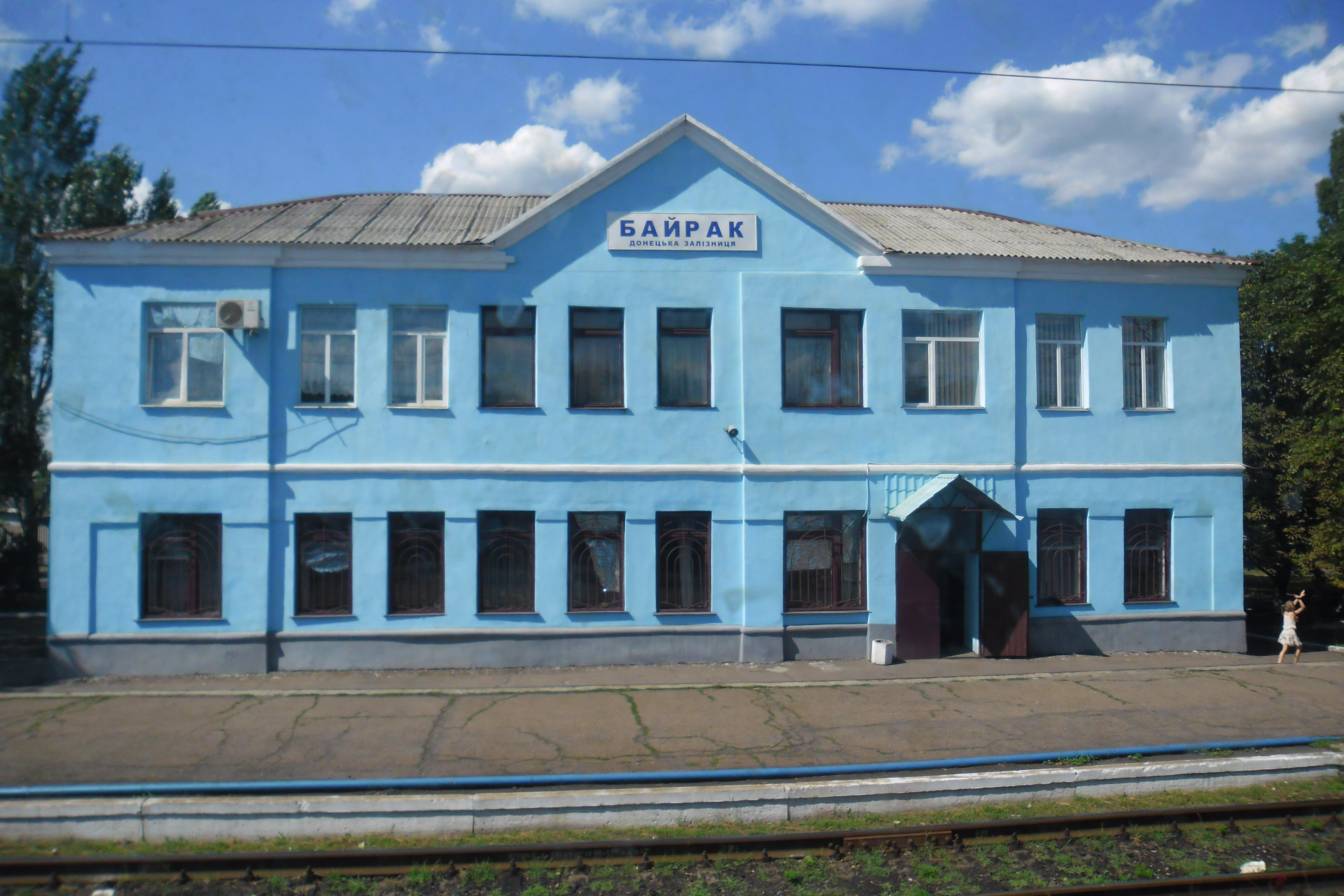
Станція Байрак (Горлівка)

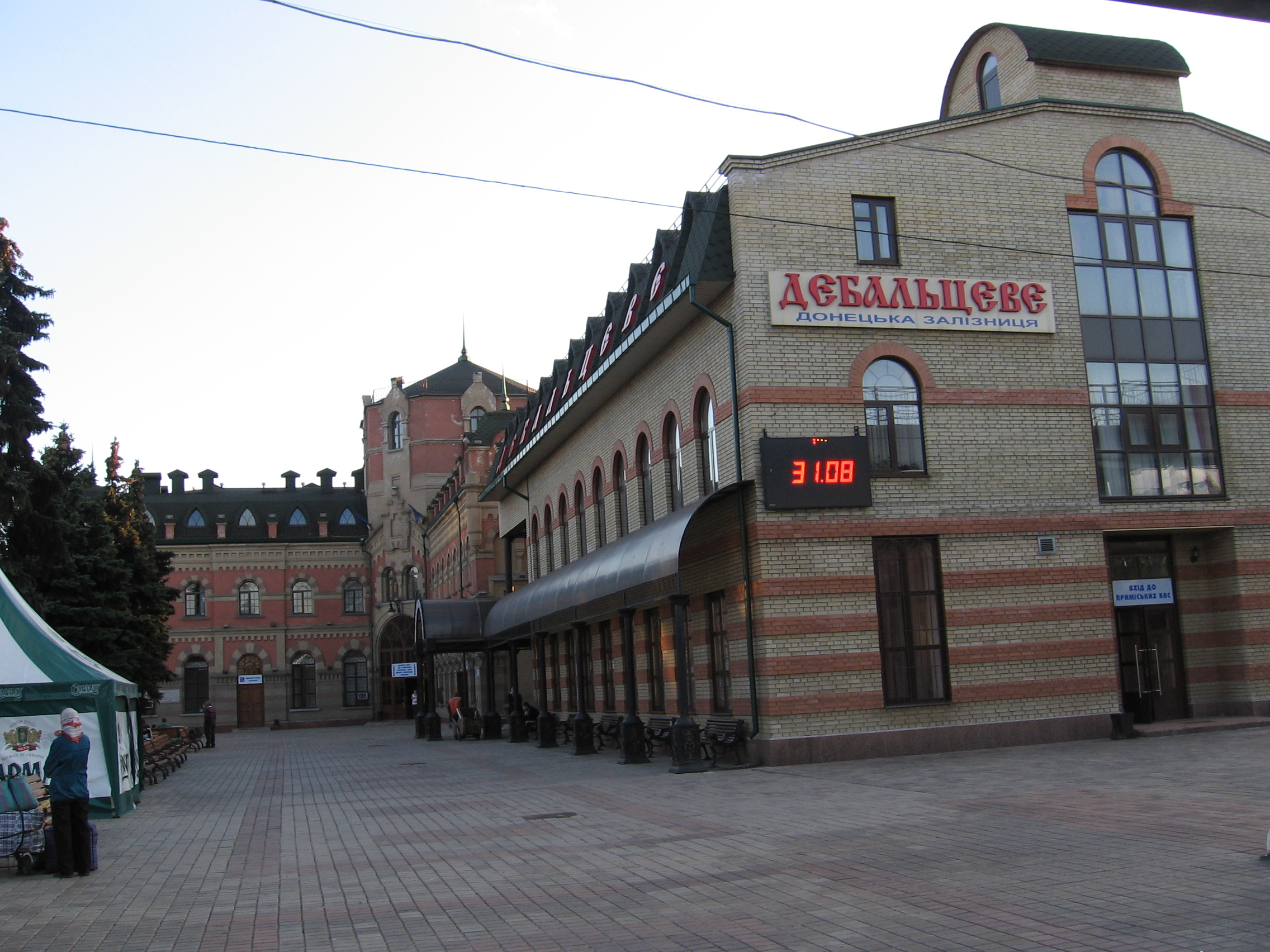
Станція Дебальцеве

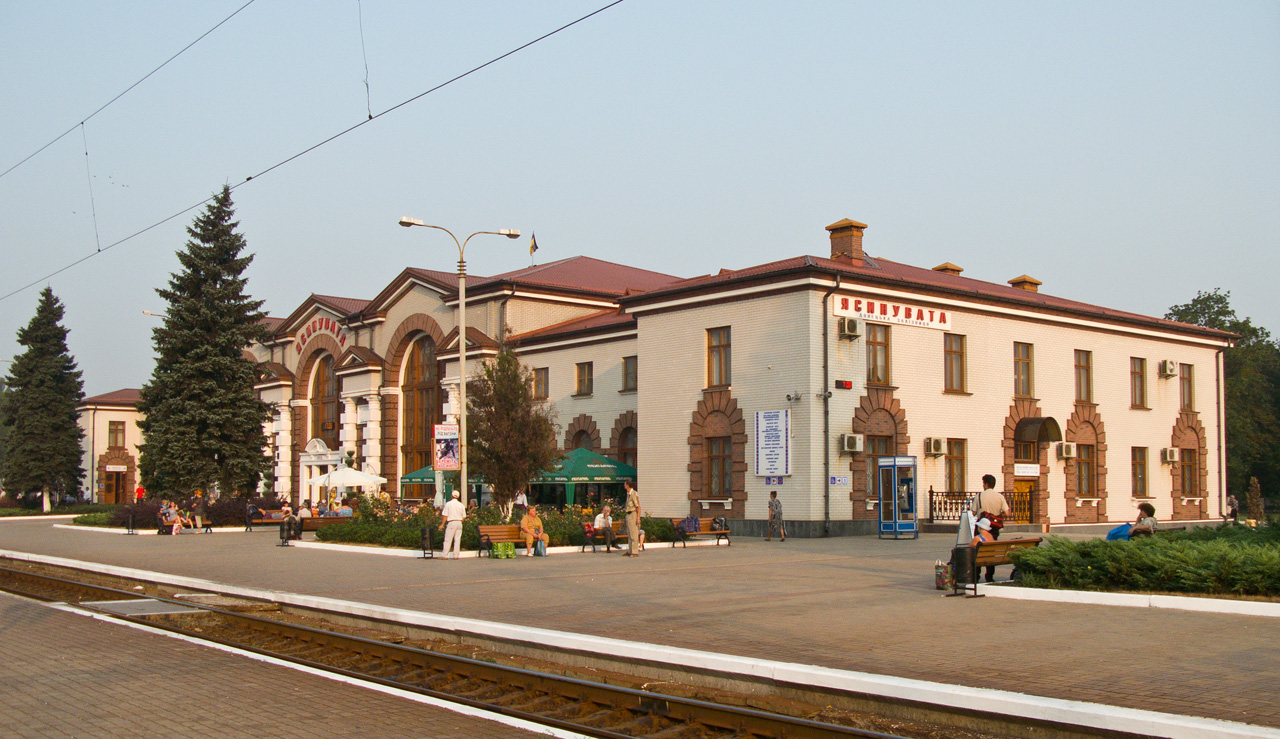
Вокзал станції Ясинувата

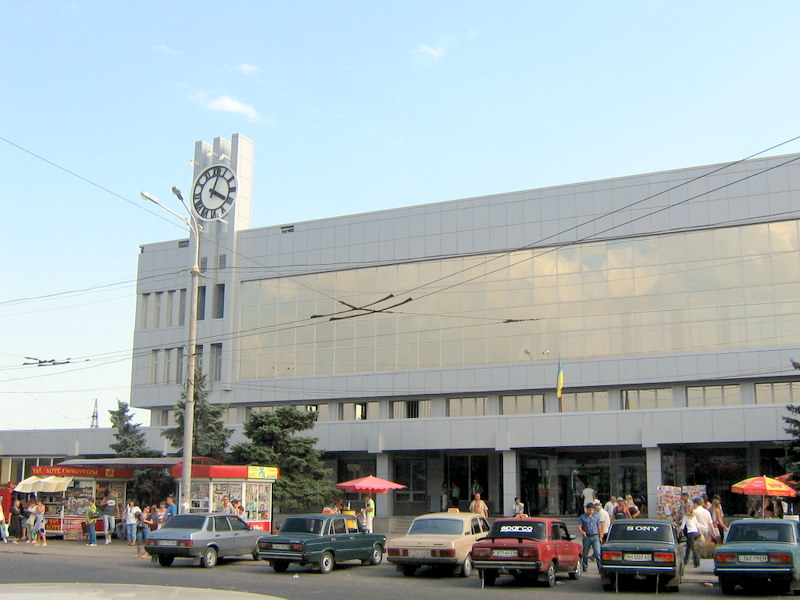
Маріупольський залізничний вокзал

Вокзали та станції, що є відокремленими структурними підрозділами у складі залізниці:
1. Вокзал Донецьк (Донецьк, пл. Привокзальна, 3)
2. Вокзал Ясинувата (Ясинувата, Орджонікідзе, 152)
3. Вокзал Луганськ (Луганськ, Віктора П'ятьоркіна, 6)
4. Вокзал Іловайськ (Іловайськ, Вокзальна, 37)
5. Вокзал Дебальцеве (Дебальцеве, 346 Дебальцевської стрілецької)
6. Станція Родакове (смт Родакове)
7. Станція Комунарськ (Алчевськ, Вокзальна, 1)
8. Станція Попасна (Луганська обл., м. Попасна)
9. Станція Дебальцеве-Сортувальна (Дебальцеве, 50-років Жовтня, 31)
10. Станція Ясинувата (Ясинувата, Жовтнева, 184а)
11. Станція Покровськ (Покровськ, пл. Привокзальна)
12. Станція Волноваха (Волноваха, пров. Шляховий)
13. Станція Іловайськ (Іловайськ, пров. Щорса, 1)
14. Станція Маріуполь-Порт (Маріуполь, пл. Морвокзала, 10)
15. Станція Лиман (Лиман, Привокзальна, 14а)
16. Станція Микитівка (Горлівка, Бубнова, 34)
17. Станція Донецьк (Донецьк, пл. Привокзальна, 3)
18. Станція Краматорськ (Краматорськ, Залізнична, 1)
19. Станція Горлівка (Горлівка, Вокзальна, 1)

### Локомотивні депо
У складі залізниці 10 локомотивних депо, що є її відокремленими структурними підрозділами:
- Іловайськ (Іловайськ, Пролетарська, 33)
- Ясинувата-Західне (Ясинувата)
- Покровськ (Покровськ, Шмідта)
- Волноваха (Волноваха, Шевченка, 88)
- Лиманське (Лиман, Привокзальна, 39)
- Слов'янськ (Слов'янськ, Гагаріна, 1)
- Кіндрашівська-Нова (смт Станично-Луганське, 2)
- Попасна (Попасна, Дніпровська, 1)
- Дебальцеве-Пасажирське (Дебальцеве, Мокієвської, 79)
- Дебальцеве-Сортувальне (Дебальцеве, Путева, 18а)

### Вагонні депо
17 вагонних депо, що є відокремленими структурними підрозділами:
- Донецьк (с. Спартак, тер-я ст. Донецьк-Північний)
- Маріуполь (Маріуполь, Паровозна, 30)
- Луганськ (Луганськ, Українська, 86)
- Іловайськ (Іловайськ, Ново-Деповська, 6)
- Лиман (Лиман)
- Слов'янськ (Слов'янськ, Ком'яхова, 1)
- Костянтинівка (Костянтинівка, Залізнична, 9)
- Сіль (Соледар смт Сіль, станція Сіль)
- Покровськ (Покровськ, вул. Шмідта)
- Волноваха (Волноваха, Шевченко, 2)
- Ясинувата (Ясинувата)
- Сімейкине (смт Сімейкіне)
- Комунарськ (Алчевськ, Вокзальна, 1-а)
- Попасна (Попасна, Першотравнева, 120)
- Дебальцеве-Сортувальне (Дебальцеве, Курчатова)
- Щотове (Антрацит, смт Щотове, Кривоносова)

### Моторвагонні депо
Моторвагонні депо Донецької залізниці:
- Лиман (РПЧ-3) (Лиман, вулиця Привокзальна, 28а)
- Сватове (РПЧ-5) (Сватове, кв. Залізничників, 5)
- Родакове (РПЧ-7) (смт Родакове, кв. Леніна, 37)
- Ясинувата (РПЧ-12) (Ясинувата)
- Іловайськ (РПЧ-21) (Іловайськ, Пролетарська, 33)

### Колійні машинні станції
- Колійна машинна станція № 7 (Ясинувата, Орджонікідзе, 156)
- Колійна машинна станція № 9 (Дебальцеве, Курчатова)
- Колійна машинна станція № 10 (Лиман, Свободи, 1)
- Колійна машинна станція № 62 (Горлівка, ст. Майорська)
- Колійна машинна станція № 134 (Попасна, Миронівська, 4)
- Донецький центр механізації колійних робіт ім. В. І. Білого (Покровськ, Добропільська, 1)
- Колійна машинна станція № 191 (Іловайськ, Ломоносова, 169)
- Колійна машинна станція № 222 (Старобільськ, пл. Товарна)

### Дистанції сигналізації і зв'язку
13 структурних підрозділів сигнализації і зв'язку:
- Ясинуватська дистанція сигналізації та зв'язку (Ясинувата, Свердлова, 42)
- Покровська дистанція сигналізації та зв'язку (Покровськ, Центральна, 140)
- Маріупольська дистанція сигналізації та зв'язку (Маріуполь, пл. Павлова, 10)
- Іловайська дистанція сигналізації та зв'язку (Іловайськ, Шевченка, 175)
- Лиманська дистанція сигналізації та зв'язку (Лиман, Гагаріна, 6)
- Слов'янська дистанція сигналізації та зв'язку (Слов'янськ, Ком'яхова, 36)
- Бахмутська дистанція сигналізації та зв'язку (Бахмут, Незалежності, 1)
- Донецька дистанція зв'язку (Донецьк, Артема, 68)
- Луганська дистанція сигналізації та зв'язку (Луганськ, Андрія Ліньова, 83)
- Ново-Кіндрашівська дистанція сигналізації та зв'язку (смт Станиця Луганська, Деповська)
- Попаснянська дистанція сигналізації та зв'язку (Попасна, Соборна, 4)
- Дебальцевська дистанція сигналізації та зв'язку (Дебальцеве, Мокієвської, 96)
- Штерівська дистанція сигналізації та зв'язку (ст. Штерівка, Вокзальна, 86)

### Дистанції електропостачання
9 структурних підрозділів електропостачання:
- Ясинуватська дистанція електропостачання (Ясинувата, Орджонікідзе, 150а)
- Покровська дистанція електропостачання (Покровськ, Залізнична, 14)
- Волноваська дистанція електропостачання (Волноваха, Енергетичний, 1)
- Іловайська дистанція електропостачання (Іловайськ)
- Лиманська дистанція електропостачання (Лиман, Привокзальна,33)
- Слов'янська дистанція електропостачання (Слов'янськ, Вокзальна, 64)
- Луганська дистанція електропостачання (Луганськ, Кірова, 12а)
- Попаснянська дистанція електропостачання (Попасна, Першотравнева, 110)
- Дебальцевська дистанція електропостачання (Дебальцеве, Мокієвської, 59)

### Дистанції колії
- 22 структурних підрозділів дистанції колії:
- Ясинуватська дистанція колії (Ясинувата, Октябрьська, 168а)
- Покровська дистанція колії (Покровськ, Залізнична, 34)
- Волноваська дистанція колії (Волноваха, Центральна, 57)
- Криничанська дистанція колії (смт Кринична, Вокзальна, 2)
- Іловайська дистанція колії (Іловайськ, Вокзальна, 39)
- Донецька дистанція колії (Донецьк, Артемівська, 103-б)
- Мушкетівська дистанція колії (Донецьк, Таганська, 10)
- Лиманська дистанція колії (Лиман, Привокзальна, 10)
- Микитівська дистанція колії (Горлівка, Бубнова, 32)
- Костянтинівська дистанція колії (Костянтинівка, Правобережна, 75)
- Слов'янська дистанція колії (Слов'янськ, Ком'яхова, 42,а)
- Луганська дистанція колії (Луганськ, ст. Луганськ вантажний,)
- Новокіндрашівська дистанція колії (смт Станічно-Луганське, Деповська, 1)
- Родаківська дистанція колії (смт Родакове, квартал Шевченка, 15)
- Попаснянська дистанція колії (Попасна, Заводська, 15)
- Сентянівська дистанція колії (смт Сентянівка, Інтернаціональна, 30)
- Сватівська дистанція колії (Сватове, Привокзальна, 1)
- Дебальцевська дистанція колії (Дебальцеве, Бакинська, 1)
- Штерівська дистанція колії (смт Іванівка, Південна, 73)
- Торезська дистанція колії (Чистякове, Вокзальна, 53)

### Будівельно-монтажні управління
9 будівельно-монтажних експлуатаційних управлінь:
- Донецьке будівельно-монтажне експлуатаційне управління (Донецьк, Артемівська, 47)
- Маріупольське будівельно-монтажне експлуатаційне управління (Маріуполь, пл. Павлова, 10)
- Іловайське будівельно-монтажне експлуатаційне управління (Іловайськ, Шевченко, 215-а)
- Лиманське будівельно-монтажне експлуатаційне управління (Лиман, пров. Робітничий, 6)
- Слов'янське будівельно-монтажне експлуатаційне управління (Слов'янськ, Ком'яхова, 63)
- Луганське будівельно-монтажне експлуатаційне управління (Луганськ, Емаліровочна, 2)
- Попаснянське будівельно-монтажне експлуатаційне управління (Попасна, Привокзальна, 19)
- Дебальцевське будівельно-монтажне експлуатаційне управління (Дебальцеве, Мокієвської, 103)
- Ясинуватське будівельно-монтажне експлуатаційне управління (Ясинувата, Октябрьська, 178)

### Служби воєнізованої охорони
- Лиманський загін воєнізованої охорони (Лиман, Привокзальна, 40)
- Дебальцевський загін воєнізованої охорони (Дебальцеве, Залізнична, 15)
- Ясинуватський загін воєнізованої охорони (Ясинувата, Октябрьська, 164,а)

### Дистанції захисних лісонасаджень
- Ясинуватська дистанція захисних лісонасаджень (Ясинувата, Орджонікідзе, 200)
- Іловайська дистанція захисних лісонасаджень (Іловайськ, Покровського, 4)
- Бахмутська дистанція захисних лісонасаджень (Бахмут, Леваневського, 20а)
- Дебальцевська дистанція захисних лісонасаджень (Дебальцеве, Курчатова, 1)
- Луганська дистанція захисних лісонасаджень (Луганськ, А. Ліньова, 81)

### Служби матеріально-технічного постачання
- Ясинуватський відділ служби матеріально-технічного постачання (Авдіївка, Маяковського, 121)
- Головний матеріально-технічний склад (Бахмут, вул. Космонавтів, 4)
- Луганський відділ служби матеріально-технічного постачання (Луганськ, квартал Леніна, 1а)
- Дебальцевський відділ служби матеріально-технічного постачання (Дебальцеве, Мокієвської, 1)
- Дорожній склад бланків (Бахмут, станція Бахмут)

### Соціальна сфера
Здоров'ям працівників залізниці піклуються 17 лікувально-профілактичних закладів:
- 12 лікарень;
- 5 лінійних поліклінік.

#### Оздоровчий комплекс
- 5 дитячих здравниць;
- Оздоровчий комплекс «Урзуф» (с. Урзуф);
- Санаторій-профілакторій «Сосновий» (с-ще Макарове, Річна, 1.);
- Санаторій-профілакторій «Щуровський» (Лиман, с. Щурове).

#### Спортивні клуби
- Дорожний фізкультурно-спортивний клуб «Локомотив» (Донецьк, Артема, 104)

Також залізниця має:
- 3 центри професійного розвитку персоналу, що є її відокремленими структурними підрозділами:

-   - Ясинуватський центр професійного розвитку персоналу (Ясинувата, Шкільна, 21)
  - Лиманський центр професійного розвитку персоналу (Лиман, Привокзальна, 45)
  - Бахмутський центр професійного розвитку персоналу (Бахмут, Різдвяна, 5)

- дитячу залізницю.

Для проведення культурних, спортивно-масових заходів задіяні 5 будинків науки и техніки и 1 дитячий будинок культури, 9 спортивних споруд.

### Інші відокремлені структурні підрозділи
- Лиманський центр з вантажної та комерційної роботи (Лиман, пров. Бригадний, 6)
- Авдіївський експериментальний завод нестандартизованого обладнання (Авдіївка, вул. Маяковського, 96)
- Авдіївський завод залізобетонних конструкцій та будівельних деталей (Авдіївка, вул. Соборна, 66)
- Дорожні електромеханічні майстерні на станції Красний Лиман (Лиман, вул. Нова, 10)
- Дорожні майстерні на станції Ступки (Бахмут, вул. Свято-Георгіївська, 57)
- Промивально-пропарювальна станція Новозолотарівка (Лисичанськ)
- Управління механізації № 4 (с. Спартак, роз'їзд 7 км, 5)
- Лиманський рейкозварювальний поїзд (Лиман, вул. Привокзальна, 54)
- Колійний ремонтно-механічний завод Дебальцеве (Дебальцеве, селище 8-березня, вул. Полтавська, 1а)
- Інформаційно-обчислювальний центр (Донецьк, бул. Пушкіна, 11)
- Автобаза станції Бахмут (Бахмут, вул. Трудова, 7)
- Дитяча залізниця (Донецьк, Парк культури і відпочинку міста Донецька)

## Історія

### Передумови
Першою залізницею на Донбасі стала Грушевсько-Донська залізниця протяжністю 70 км, яка була побудована в 1863 році. Вона з'єднала розробки Грушевських рудників зі станцією Аксай на Дону і дала вихід грушевським антрацитам на Дон і далі — в Азовське море.
23 грудня 1869 (за новим стилем 5 січня 1870) року — цього дня була введена в експлуатацію Курсько — Харково — Азовська магістраль (332 версти). Вона зіграла важливу роль в розвитку економіки Донбасу — почалося будівництво доменних і сталеплавильних печей, заводів. Ця магістраль давала вихід до Азовського моря через Таганрогський порт.

### До 1922 року
- 1872 рік — можна рахувати як заснування Донецької Залізниці — здано в експлуатацію Костянтинівську залізницю, лінію від станції Костянтинівка (Курсько-Харківсько-Азовської залізниці) до села Оленівка, яка пройшла через створену станцію Юзово (Донецьк). 
Дата відкриття — 21 березня (2 квітня) 1872, радянсько-церкова дата — 3 квітня. 
В тому ж році розпочато будівництво під'їзної колії від ст. Руднична до кам'яновугільного рудника поблизу с. Курахівка.
- 1875 рік — Міністерством шляхів сполучення прийнято рішення про будівництво Донецької Кам'яновугільної залізниці. Концесію на будівництво отримав промисловець С. І. Мамонтов, який організував акціонерне товариство «Донецька залізниця»
- 1876 рік — завершено будівництво під'їзної колії від ст. Руднична, проте енергетичне вугілля, що видобувається на руднику, виявилося низької якості і було не затребуване на ринку.
- 1878 рік — урочисте відкриття Донецької Кам'яновугільної залізниці (загальна протяжність — 389 верст). Відкрито ділянки Микитівка — Дебальцеве — Довжанська, Дебальцеве — Попасна — Краматорськ, Дебальцеве — Луганський завод. Управління залізниці знаходилося в Луганську, поруч зі станцією було побудовано перше на Донбасі залізничне училище. Станція Краматорська отримала друге народження, яка до цього була роз'їздом, що забезпечує роз'їзд пасажирського складу з вантажним.
- 1879 рік — побудовані ділянки Попасна — Лисичанськ, Хацапетівка (Вуглегірськ) — Ясинувата, та ін. Протяжність Донецької кам'яновугільної залізниці становиить 479 верст. На залізниці працює 92 паровоза і 2'223 вагона. Вагова норма потягів становила всього 22 тис. пудів (бл. 350 т), швидкість — не більше 14 верст на годину.
- 1880 рік — до Донецької Кам'яновугільної була приєднана Костянтинівська залізниця.
- 1882 рік — відкриття дільниць Довжанська — Звірево[ru] (в шахтарському селищі Звєрево), та Оленівка — Маріуполь. Донбаське вугілля отримало прямий вихід до Азовського моря в маріупольському порту.
- 1888 рік — розробки на руднику близько с. Курахівка припинилися, демонтовано під'їзний шлях від ст. Руднична, але він продовжує вважатися чинним.
- 1889 рік — будівництво глибоководного порту в Маріуполі, донбаське вугілля вперше було завантежено на пароплав. Відкрито ділянки Микитівка — Попасна, Ковпакове — Первозванівка.
- 1890 рік — С. Мамонтов продає Донецьку кам'яновугільну залізницю державі, яка в 1893 році практично всю (за винятком північної частини Костянтинівської гілки) приєднує до Катерининської залізниці.

### За радянських часів
- 1935 рік — Донецька Залізниця перевиконала завдання по навантаженню й набагато збільшила вивантаження (за розмірами навантаження — перше місце в країні). Так, на Донецькій залізниці здійснювалося 42 % загального навантаження вугілля і 15 % чорних металів.
- 1936 рік — вперше почалося оформлення квитків транзитним пасажирам
- 1937 рік, травень — з Донецької та Придніпровської залізниць виділена нова дорога — Південно-Донецька (управління — м. Ясинувата);  відкрита гілка Постишеве — Павлоград.
- 1939—1945 роки — Друга світова війна: Донецька залізниця переведена (1941 року, як і всі інші залізниці СРСР) на воєнний стан. Під час війни зруйновано 8000 км шляхів, 1500 мостів, 27 локомотивних депо, 8 вагонних депо, 400 вокзалів і станційних будівель.
- В травні 1953 року за рішенням Ради Міністрів СРСР була створена Донецька залізниця, як єдина дорога, обслуговуюча Донецький басейн.
- 1972 рік, серпень — відкрито Музей залізничного транспорту в Ясинуватій.
- 1973 рік, лютий — відкрито новий обчислювальний центр Донецької залізниці в м. Донецьк.

### За незалежної України
У 1992 ділянку Донецької залізниці Успенська — (Марцево), що знаходиться на території Росії, передано до Північно-Кавказької залізниці.

#### Сучасність
29 грудня 2014 року внаслідок війни на сході України, через неможливість виконання операцій і розташування головного офісу на окупованій територіі Кабінет Міністрів України видав розпорядження № 1284-р «Деякі питання функціонування ДП „Донецька залізниця“», згідно з яким майно Донецької залізниці, яке знаходиться на підконтрольній Україні території, передавалося Південній і Придніпровській залізницям.
Станом на лютий 2016 року цей наказ так і не було виконано, і фактично управління залізничною інфраструктурою Донецької залізниці, що знаходиться на неокупованій території, виконується на базі Лиманської дирекції залізничних перевезень.
Через воєнні дії Донецька залізниця втратила 226 тепловозів, 68 електровозів, 68 дизель-секцій і 94 електросекцій вагонів приміського сполучення, а також 29,27 тисячі вантажних вагонів та 520 пасажирських вагонів, яка залишилася на окупованій території.
29 травня 2016 року на слобідській Луганщині після дворічної перерви (через військову агресію Росії на сході України) було відновлено транспортне сполучення — лінією Валуйки — Кіндрашівська почав курсувати приміський потяг Кіндрашівська-Нова — Лантратівка.
На окупованій території здійснюється лише приміське сполучення.

## Електрифікація
- 1958 — Лозова — Слов'янськ
- 1959 — Чаплине — Ясинувата
- 1960 — Слов'янськ — Іловайськ
- 1960 — Путепровід — Кринична
- 1961 — Красний Лиман — Микитівка
- 1961 — Красний Лиман — Шпичкине
- 1961 — Байрак — Микитівка
- 1961 — Кринична — Ясинувата
- 1961 — Іловайськ — Марцеве (змінний струм)
- 1962 — Красний Лиман — Основа (постійний струм)
- 1963 — Ясинувата — Маріуполь
- 1963 — Ясинувата — Констянтинівка
- 1963 — Хацапетівка — Кринична
- 1966 — Горлівка — Очеретине

Дебальцеве — Лиха:
- 1972 — Дебальцеве — Чорнухине
- 1977 — Куп'янськ — Святогірськ
- 1978 — Чорнухине — Штерівка
- 1982 — Штерівка — Красний Луч
- 1984 — Кутейникове — Каракуба
- 1996 — Штерівка — Антрацит
- 1999 — Дебальцеве — Красна Могила

Дебальцеве — Луганськ:
- 2005 — Дебальцеве — Комунарськ
- 2006 — в Комунарськ прийшов перший електропотяг Красний Лиман — Комунарськ — Слов'янськ
- 2007 — Комунарськ — Луганськ, електропотяг підвищеної комфортності Донецьк — Луганськ.

## Керівники залізниці

### НачальникиДонецького округу залізниць(у 1945—1951)
| 1945—1947 | Ковальов Герман Васильович  |
| 1947—1950 | Кривонос Петро Федорович    |
| 1950—1951 | Ковальов Іван Володимирович |

### Начальники Донецької залізниці
Харків / Артемівськ (Бахмут) (1934—1937 рр.):
| 1934—1936 | Левченко Микола Іванович      |
| 1936—1937 | Торопчонов Сергій Миколайович |

Ясинувата (Південно-Донецька, 1937—1953 рр.):
| 1937—1938 | Донченко Микола Якович        |
| 1938—1939 | Кривонос Петро Федорович      |
| 1939—1940 | Шахрай Петро Касянович        |
| 1940—1950 | Ларіонов Григорій Миколайович |
| 1950—1951 | Гладких Олексій Панасович     |
| 1951—1953 | Кошляк Михайло Іванович       |

Артемівськ (Північно-Донецька, 1937—1953 рр.):
| 1937—1937 | Яковлєв М. В.                |
| 1937—1939 | Єгоров В'ячеслав Петрович    |
| 1939—1946 | Кривонос Петро Федорович     |
| 1946—1947 | Даниленко Костянтин Іванович |
| 1947—1948 | Шахрай Петро Касянович       |
| 1948—1953 | Кривенко Яків Миколайович    |

Сталіно — Донецьк (від 1953 р.):
| 1953—1968            | Кривенко Яків Миколайович           |
| 1968—1981            | Приклонський Віктор Васильович      |
| 1981—1994            | Кожушко Олександр Михайлович        |
| 1994—1998            | Гладковський Генрік Станіславович   |
| 1998—2000            | Крючков Олег Митрофанович           |
| 2000                 | Момот Олександр Іванович            |
| 2000—2005            | Рогов Микола Васильович             |
| 2005—2006            | Луханін Микола Іванович             |
| 09.2006—2008         | Рогов Микола Васильович             |
| 2008—2010            | Сергієнко Микола Іванович           |
| 2010                 | Остапюк Борис Ярославович           |
| 2010—2014            | Рогов Микола Васильович             |
| 2014—201(?)          | Романенко Ігор Іванович             |
| 2016—2017            | Зародов Олександр Олександрович     |
| 2017-2019            | Бугайов Сергій Вікторович           |
| 2019                 | в.о. Борисенко Дмитро Володимирович |
| 2020- теперішній час | Носулько Олександр Олександрович    |

## Начальники політичного відділу Донецької залізниці
| Роки      | Посадові особи |
| --------- | -------------- |
| 1936—1937 | Яковлєв М.В.   |

## Начальники політичного відділу Південно-Донецької залізниці
| Роки       | Посадові особи        |
| ---------- | --------------------- |
| 1937—1938  | Орлов                 |
| 195.2—1953 | Саєнко Антон Іванович |

## Начальники політичного відділу Північно-Донецької залізниці
| Роки      | Посадові особи              |
| --------- | --------------------------- |
| 1937—1938 | Воробйов                    |
| 1940—1941 | Ованесов Дмитро Тимофійович |
| 1948—1949 | Євдокимов Іван Іванович     |